# Macrosteles fascifrons
Espèce
Macrosteles fascifrons, la Cicadelle de l'aster, (ce nom vulgaire désigne aussi Macrosteles quadrilineatus) est une espèce d'insectes hémiptères de la famille des Cicadellidae et du genre Macrosteles. C'est un insecte vecteur de maladies virales sur une grande variété de plantes, entre autres les Graminées, les Composées, notamment l'Aster et les Ombellifères, la Carotte en particulier. Cet insecte suce la sève du feuillage, qui devient brun et meurt. L'adulte est long de 3 mm d'un jaune verdâtre tandis que les nymphes sont plutôt grisâtres.
C'est un vecteur bien connu des souches orientale et occidentale du virus nord-américain de la jaunisse de l'aster. Elle est également un vecteur signalé du virus de la petite cerise en Colombie-Britannique, du virus de la naine bleue de l'avoine au Canada, du virus de la phyllodie du trèfle au Canada et du virus de la prolifération du trèfle au Canada.

## Systématique
Le nom scientifique complet (avec auteur) de ce taxon est Macrosteles fascifrons Stål, 1858.
Le basionyme de ce taxon est : Thamnotettix fascifrons (Stål, 1858),.
Macrosteles fascifrons a pour synonymes, :
- Macrosteles lindbergi Dlabola, 1963
- Thamnotettix fascifrons Stål, 1858